# Сан-Марино на зимних Олимпийских играх 2010
Сан-Марино на зимних Олимпийских играх 2010 было представлено одним спортсменом в горнолыжном спорте.

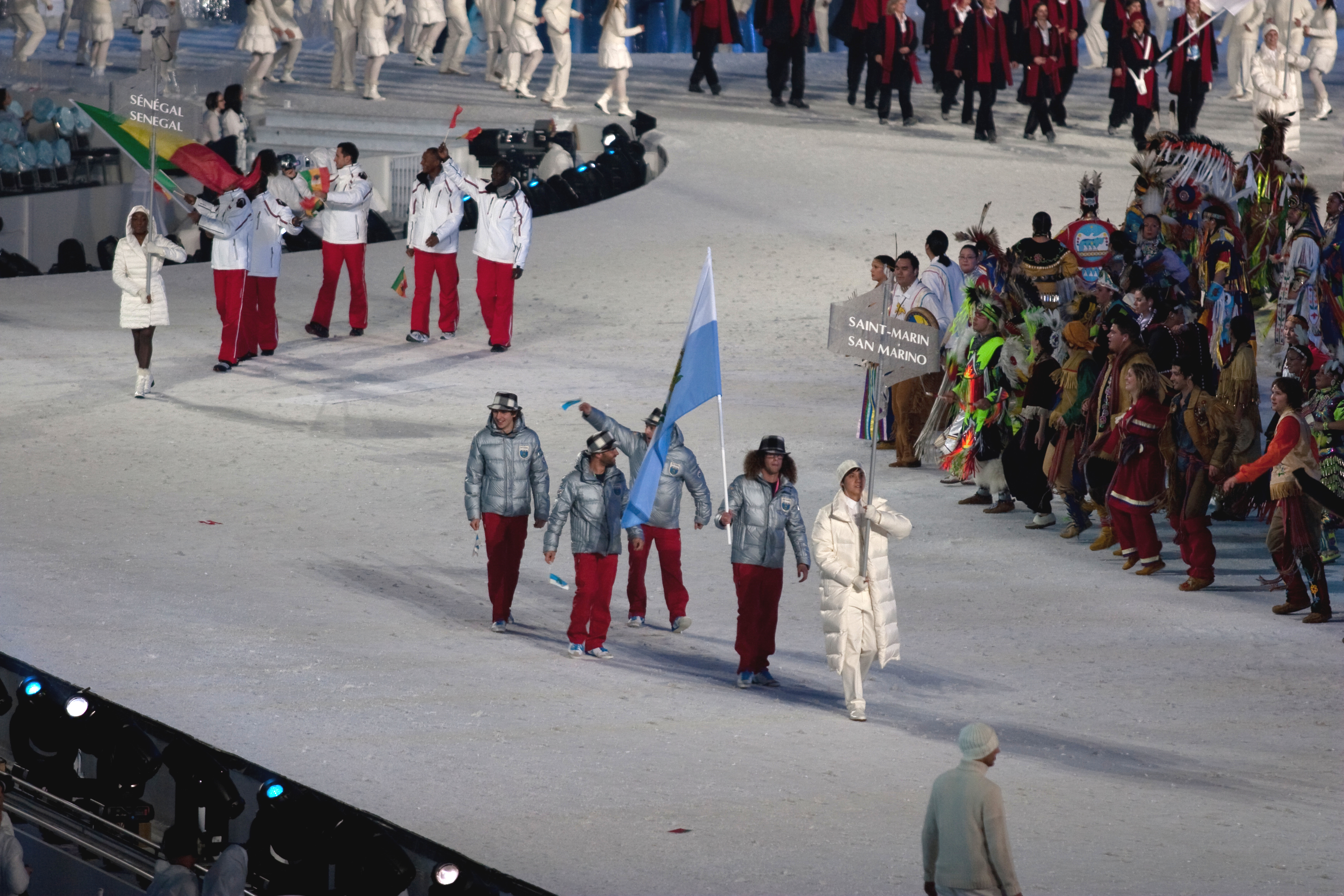
Делегация Сан-Марино на церемонии открытия игр

## Результаты соревнований

### Горнолыжный спорт
Мужчины
| Соревнование  | Спортсмены      | 1 спуск | 2 спуск | Всего   | Место |
| ------------- | --------------- | ------- | ------- | ------- | ----- |
| Слалом-гигант | Марино Карделли | 1:40,88 | 1:44,88 | 3:25,76 | 80    |